# 1296
1296 (MCCXCVI) je bilo prestopno leto, ki se je po julijanskem koledarju začelo na nedeljo.

## Dogodki

### Začetek prve vojne za škotsko neodvisnost
- 30. marec - Invazijska angleška armada pod vodstvom kralja Edvarda I. Dolgokrakega zavzame škotsko obmejno trgovsko mesto Berwick in pomori celotno njegovo prebivalstvo, okoli 30.000 mož, žena in otrok, vključno s tistimi, ki so se zatekli v cerkve. Po pokolu se Edvard I. nato usmeri na grad Dunbar, ki je od Berwicka oddaljen nekaj kilometrov.
- 5. april - Škotski kralj John Balliol prekliče prisego angleškemu kralju Edvardu I.

- 27. april - Bitka za Dunbar: odločujoča zmaga Angležev nad Škoti, ki pa je za razliko od prejšnjega brutalnega pokola izbojevana taktično in nekrvavo, kar ima za posledico veliko število škotskih vojnih ujetnikov.[1] Poraženi škotski kralj beži proti severu Škotske.
- Da bi si kralj Edvard I. dobil v Flandriji zaveznike, v njihova pristanišča preseli trgovino z volno, kar močno ujezi Holandce, dotedanje koristnike angleške trgovine z volno. Holandski grof Florijan V. se zato postavi na stran Francije (in Škotske) proti Angliji (in Flandriji). Edvard I. predlaga flandrijskemu grofu Gvidu Dampierrejeu, da Florijana preprosto ugrabi na katerem od lovov. ↓
- 27. junij → Flandrijci ujamejo brezskrbnega holandskega grofa Florijana V., ki je s (pre)majhnim spremstvom lovil divjad. Lokalni prebivalci poskušajo zaščititi grofa Florijana, a ga ugrabitelji v paniki umorijo in pobegnejo.
  - Umorjenega holandskega grofa Florijana V. nasledi dvanajstletni sin Ivan I.
- 2. julij - Škotski kralj Ivan Balliol se brezpogojno preda angleškemu kralju Edvardu I. Dolgokrakemu:
  - 7. julija razveljavi pakt s Francozi;
  - 8. julija je nečastno javno ponižan in prisiljen abdicirati;
  - do konca leta - Edvard I. zapre Johna Balliola v londonski Tower z ostalimi pomembnejšimi škotskimi vojnimi ujetniki. Manj pomembni vojni ujetniki so zaprti po ostalih angleških gradovih.  V nadaljevanju leta angleška vojska čisti posamezna uporna gnezda. 1297 ↔
- 22. avgust - Edvard I. določi grofa Surreyja Johna de Warenna za upravnika Škotske. Že po nekaj mesečnem opravljanju svojih dolžnosti zapusti Škotsko in se kralju potoži, da je svojo nalogo opustil zaradi nezdravega vremena. 1297 ↔

### Ostalo
- 15. januar - Catania, Sicilija: potem ko sicilski regent in aragonski princ Friderik uvidi, da se je njegov brat in kralj Jakob[2] uklonil diktatu papeža Bonifacija VIII. in francoskega kralja Filipa IV., se da sam preko moči sicilskega parlamenta izvoliti za novega sicilskega kralja.
- 5. februar - Papež Bonifacij VIII. izda bulo Clericis laicos, v kateri obsodi enostransko obdavčevanje cerkve s strani posvetnih oblasti. Bula je uperjena predvsem proti angleškemu in francoskemu kralju, ki sta na ta način financirala drago vojno drug proti drugemu.
- 8. februar - Umorjen je poljski kralj Premislav II.. Ker si viri nasprotujejo, ni povsem gotovo, kdo ga je umoril. Osumljenec je predvsem brandenburški mejni grof Oton V. s spremstvom. Drugi osumljenci so poljske plemiške družine.
- 24. marec - Ciper: umrlega velikega mojstra vitezov hospitalcev Odona de Pinsa nasledi Guillaume de Villaret, 24. veliki mojster tega reda po seznamu.
- 25. marec - Palermo, Sicilija: kronanje Friderika III. za novega sicilskega kralja. S tem dejanjem si poleg papeža in Francozov nakoplje novega sovražnika - svojega brata Jakoba II. Aragonskega.
- 4. julij - Benetke: umrlega velikega mojstra vitezov križnikov Konrada iz Feuchtwangna, nasledi Gotfrid iz Hohenloheja, 14. veliki mojster tega reda po seznamu.
- 20. julij - Severna Indija: umrlega delhijskega sultana Džalala ud din Firuza Hildžija nasledi sin Alauddin Hildži.
- 9. oktober - Po  smrti so-vojvode Ludvika III. Spodnjo Bavarsko naprej vodita brata in sovladarja Oton III. in Štefan I.
- Umre sardinski vladar Gallure[3] Nino Visconti, ki pa so ga pred tem že nadvladali Pisanci. S tem se konča obstoj sardinske žepne kraljevine Gallura, ki ostane v rokah Pisancev do leta → 1324.
- Egejsko morje: vitez Bonifacij Veronski izžene Bizantince z Evboje.
- Rekonkvista: ponoven poskus zavzetja kastiljske Tarife s strani Marinidov, tokrat v zavezništvu s problematičnim kastiljskim princem Ivanom.
  - Začasna osamosvojitev Kraljevine León: kastiljski princ Ivan izkoristi šibko oblast starejšega brata Ferdinanda IV. in se okliče za kralja Leóna, Galicije in Sevilje. 1301 ↔
- Umrlega markiza severno italijanske marke Saluzzo Tomaža I. nasledi sin Manfred IV.
- Delitev Vojvodine Saške na Saška-Lauenburg in Saška-Wittenberg.
- Riga, Livonija: meščani Rige se upro nemškemu viteškemu redu, oziroma njihovemu avtonomemnu delu livonskemu redu, ki je vladal Livoniji. Za pomoč se obrnejo na južne (poganske) sosede Litvance, ki so se z nemškim redom uspešno spopadali z juga proti Križnikom in s severa proti njihovi avtonomni veji Livonskemu redu. Upornim meščanom se pridruži tudi nadškof Rige Janez III. 1298 ↔
- Zlata horda: začetek spora med de facto vladarjem Zlate Horde Nogaj Kanom in njegovim nastavljencem de iure kanom  Tohto, ki vodi v državljansko vojno med obema.
- Kilikijska Armenija: regent Sempad izvede državni udar in aretira kralja Torosa III. ter upokojenega kralja Hetuma II. po vrnitvi iz Konstantinopla. Hetuma, ki ga šteje za sebi nevarnejšega, ukaže oslepiti, oba pa nato zapre v temnico. 1297 ↔
- Egipt: sesuto gospodarstvo, epidemije in favoriziranje mongolskih beguncev so razlog, da se znajde na udaru nezadovoljstva mameluški sultan mongolskega rodu Al-Adil Kitbuga. Nasledi ga guverner in voditelj upora Ladžin. 1299 ↔
- Kralj tajskega kraljestva Lanna Mangrai začne graditi novo prestolnico Chiang Mai.
- Kitajski diplomat Zhou Daguan, ki je v službi velikega kana Temürja, prispe v kmersko prestolnico Angkor, kjer ostane leto dni na dvoru kralja Indravarmana III.. Ves ta čas beleži opažanja, ki kasneje tvorijo delo "Običaji Kambodže".

## Rojstva
- 10. avgust - Ivan I. Slepi, češki kralj († 1346)
- 29. september - Janez Aragonski, kronski princ, hospitalec († 1334)

Neznan datum
- Algirdas, litvanski veliki knez († 1377)
- Blanka Burgundska, francoska kraljica († 1326)
- Gregorij Palama, bizantinski pravoslavni menih, teolog in mistik († 1359)
- Karel Tarantski, neapeljski princ, titularni latinski cesar († 1315)
- Marjorie Bruce, škotska princesa († 1316)
- Markvard Randeck, oglejski patriarh († 1381)
- Oton III., nemški plemič, vojvoda Braunschweig-Lüneburga, knez Lüneburga († 1352)
- Shi Naian, kitajski pisatelj († 1372)
- Tamagusuku, kralj Okinawe († 1336)
- Walter Stewart, škotski plemič, 6. High Steward († 1327)
- Yang Weizhen, kitajski kaligraf († 1370)

## Smrti
- 8. februar - Pšemislav II., vojvoda Velikopoljske, poljski kralj (* 1257)
- 24. marec - Odon de Pins, 23. veliki mojster vitezov hospitalcev
- 18. maj - William de Valence, francosko-angleški plemič, 1. grof Pembroke
- 19. maj - papež Celestin V. (* 1215)
- 5. junij - Edmund Grbasti, angleški princ, sin Henrika III., grof Lancaster, grof Leicester (* 1245)
- 27. junij - Florijan V., holandski grof (* 1254)
- 4. julij - Konrad von Feuchtwangen, veliki mojster vitezov križnikov (* 1230)
- 20. julij - Džalal ud din Firuz Hildži, delhijski sultan
- 9. avgust - Hugo Briennski, grof Brienneja in Lecceja (* 1240)
- 9. oktober - Ludvik III., vojvoda Spodnje Bavarske (* 1269)

Neznan datum
- Forese Donati, toskanski pesnik (* 1250)
- Campanus iz Novare,  italijanski matematik, astronom in astrolog (* 1220)
- Nino Visconti, sardinski vladar Gallure (* 1265)
- Tomaž I. del Vasto, markiz Saluzza (* 1239)